# János Balogh
János Balogh (Debrecen, 29 novembre 1982) è un calciatore ungherese, portiere dello Csenger.

## Carriera
Dopo una carriera passata in patria, si è trasferito all'Hearts dal Debrecen per 200.000 euro.